# Archibald McIndoe
Sir Archibald Hector McIndoe (4. května 1900, Dunedin, Nový Zéland – 11. dubna 1960, Londýn, Spojené království) byl novozélandský lékař, průkopník v oboru plastické chirurgie. Za druhé světové války pracoval pro Royal Air Force a operoval těžce popálené piloty. Výrazně pozvedl úroveň tehdejší léčby a rehabilitace.
Léčil i řadu českých letců RAF. Patří k nim např. Josef Koukal, František Truhlář nebo Josef Čapka.

## Život
Archibald McIndoe se narodil na Novém Zélandu. Studoval medicínu na University of Otago a pak začal pracovat jako chirurg v nemocnici Waikato v Hamiltonu. V roce 1924 získal první novozélandské stipendium na americké Mayo Clinic, kde studoval patologickou anatomii. Jeho schopnosti udělaly dojem na břišního chirurga Berkeleyho Moynihana, který mu navrhl přesídlení do Londýna. V roce 1930 se tam McIndoe přestěhoval, ale nemohl najít práci.
Tehdy mu nabídl spolupráci jeho bratranec, otorhinolaryngolog Harold Gillies, považovaný za otce moderní plastické chirurgie. V Londýně provozoval soukromou praxi. V roce 1932 se McIndoe stal chirurgem v místní Nemocnici pro tropické nemoci (Hospital for Tropical Diseases). V roce 1938 se stal konzultatem pro plastickou chirurgie u Royal Air Force.
Po vypuknutí 2. světové války začal McIndoe pracovat v Queen Victoria Hospital v East Grinstead v Západním Sussexu, kde založil Centrum pro plastickou a čelistní chirurgii. Zde letcům RAF léčil hluboké popáleniny a závažná znetvoření obličeje, např. ztrátu očních víček. Vyvinul nové techniky léčby popálenin. Dbal také na rehabilitaci a rovněž na sociální reintegraci pacientů. S podporou McIndoa zde vznikl Guinea Pig Club (Klub morčat). Členové klubu se nepřestali scházet ani po válce a McIndoe zůstal až do své smrti jeho prezidentem.
Zemřel v 59 letech ve spánku na infarkt.

## Ocenění
- Řád Bílého lva
- Řád britského impéria (1944)
- Řád čestné legie